# Rheodithella swetlanae
Rheodithella swetlanae är en spindeldjursart som beskrevs av Selvin Dashdamirov 2005. Rheodithella swetlanae ingår i släktet Rheodithella och familjen Tridenchthoniidae. Inga underarter finns listade i Catalogue of Life.